# Generation X (téléfilm)
Pour les articles homonymes, voir Generation X.
Pour plus de détails, voir Fiche technique et Distribution.
Generation X est un téléfilm américain réalisé par Jack Sholder, diffusé pour la première fois sur FOX le 20 février 1996. C'est l'adaptation des comics Generation X de Marvel, spin-off de la série X-Men. À l'origine, ce téléfilm était l'épisode pilote d'une série télévisée jamais produite.

## Synopsis
Emma Frost et Sean Cassidy dirigent l'école pour jeunes surdoués, autrefois créée par le professeur Charles Xavier. Ils recrutent les jeunes Jubilé et Skin, qu'ils associent à d'autres jeunes mutants de l'école : M, Mondo, Buff et Refrax. Tous ensemble, ils vont devoir lutter contre un redoutable scientifique, Russel Tresh…

## Fiche technique
- Titre original : Generation X
- Réalisation : Jack Sholder
- Scénario : Eric Blakeney
- Direction artistique :
- Décors : Douglas Higgins
- Costumes : Maya Mani
- Photographie : Bryan England
- Montage : Michael Schweitzer
- Musique : J. Peter Robinson
- Production : David Roessell

Producteurs délégués : Avi Arad, Stan Lee, Eric Blakeney, Bruce J. Sallan
Producteur associé : Matthew Edelman
- Sociétés de production : MT2 Services, Marvel Productions, New World Entertainment Films[2]
- Distribution :  Fox Network[3]
- Budget :
- Pays d'origine :  États-Unis
- Langue originale : anglais
- Format : couleur - 1,33:1
- Genre : science-fiction, super-héros
- Durée : 87 minutes
- Dates de diffusion[4] :

 20 février 1996

## Distribution
- Matt Frewer : Dr. Russel Tresh
- Finola Hughes : Emma Frost
- Jeremy Ratchford : Sean Cassidy / le Hurleur
- Heather McComb : Jubilation Lee / Jubilé
- Agustin Rodriguez : Angelo Espinosa / Skin
- Randall Slavin : Kurt Pastorius
- Bumper Robinson : Mondo
- Suzanne Davis : Arlee Hicks
- Amarilis (en) : Monet St. Croix / M
- Kevin McNulty : Ralston
- Lalainia Lindbjerg : Kayla
- Garry Chalk : Inspecteur Gaines
- Lynda Boyd : Alicia Lee
- Joely Collins : Jeannie
- Kavan Smith : Lance
- Garvin Cross : Infirmier
- Tyler Labine : Le mouchard